# John Day (Oregon)
John Day è una città degli Stati Uniti d'America situata nell'Oregon, nella Contea di Grant.